# Природа (журнал)
Природа — щомісячний науково-популярний журнал Російської академії наук, публікації якого присвячені природничо-науковій тематиці. Видається з січня 1912 року.

## Передісторія
Ще з середини XIX століття російська наукова спільнота намагалась започаткувати власний часопис. Так з 1854 по 1860 рік біолог Карл Рульє при Московському товаристві випробувачів природи видавав журнал «Вісник природничих наук», який був досить популярним.
З 1873 по 1877 рік російські зоологи Усов Сергій Олексійович і Сабанєєв Леонід Павлович випускали періодичну збірку «Природа».
З початку 1890-х років зоолог і психолог Вагнер Володимир Олександрович під впливом Чехова Антіна Павловича, з яким вони були близько знайомі, планував видання науково-популярного журналу. Чехов вигадав назву журналу «Натураліст», були приблизно визначені його структура і основне коло авторів. Однак планам не дано було здійснитися, видавець Суворін Олександр Сергійович відмовився від випуску такого журналу, як він пізніше зізнавався Чехову, злякавшись «матеріалістичності ідей» Вагнера.
Однак Вагнер не залишив власної ідеї навіть після смерті Чехова. Разом з хіміком Писаржевським Левом Володимировичем на початку 1910-х років затіяв видання нового журналу. Писаржевський до 1911 року був викладачем хімії в Київському політехнічному інституті. Однак після виходу циркуляра Кассо, що позбавляв вищі навчальні заклади залишків автономії Писаржевський разом з ще кількома десятками професорів по всій країні на знак протесту пішов у відставку. У Москві він розгорнув активну кампанію по створенню нового журналу.

## Історія

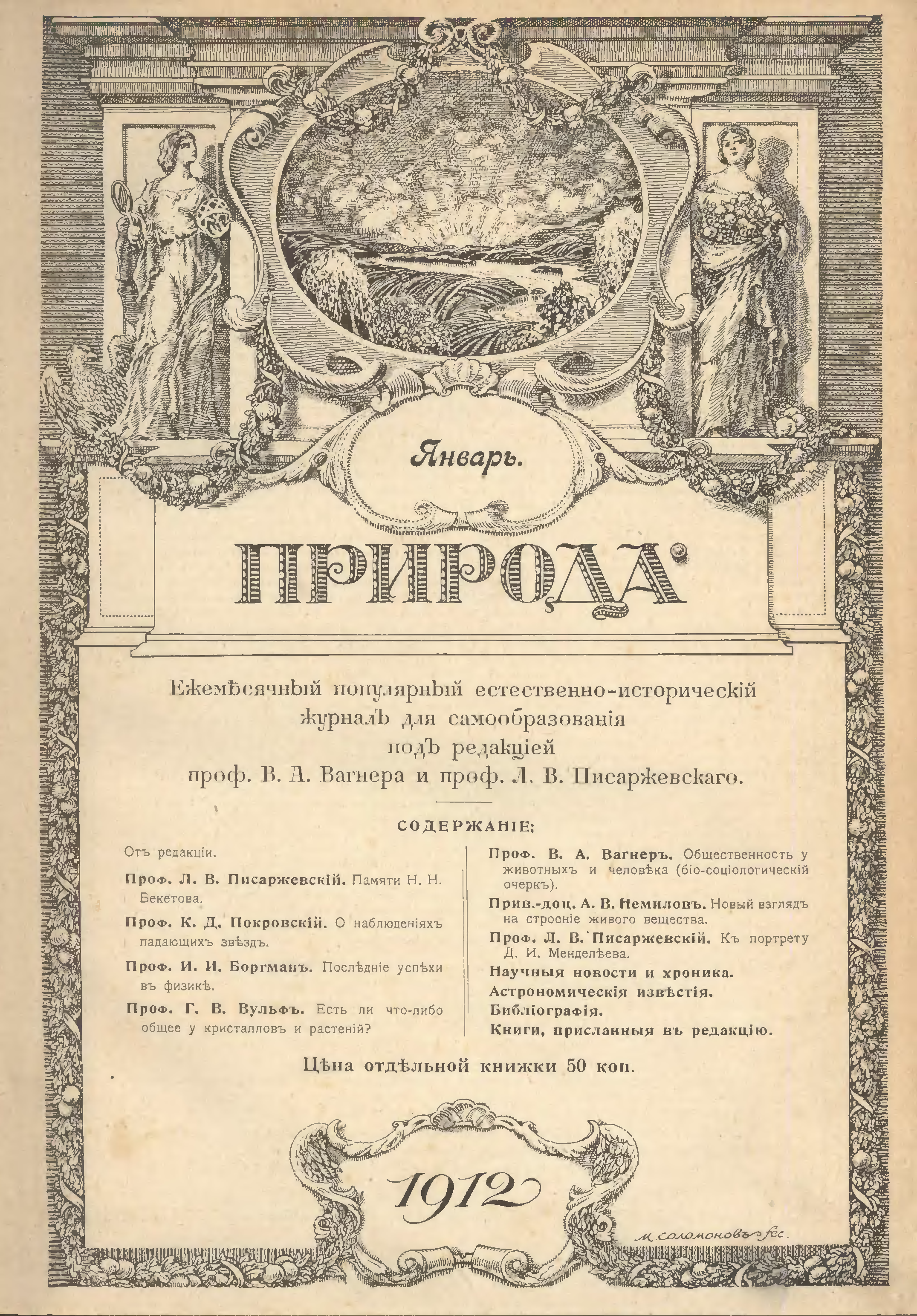
Обкладинка першого номера журналу

Перший номер журналу «Природа» вийшов в Москві 8 лютого (26 січня за новим стилем) 1912 року накладом у 5 тисяч примірників. Його редакторами були В. О. Вагнер і Л. В. Писаржевский. Обкладинку в стилі «російський модерн» намалював художник М. І. Соломонов. У зверненні до читачів «від редакції» Вагнер і Писаржевський писали, що вважають такий журнал «найкращим засобом боротьби із забобонами, з впливом схоластики і метафізики». Редактори також заявляли про «своєї глибокої переконання у великому суспільному значенні поширення наукових істин».
Ці ідеї були близькі науковій спільноті. З перших примірників «Природи» з часописом співпрацювали відомі фізики Вульф Георгій Вікторович, Кравець Торичан Павлович, Лазарев Петро Петрович, Умов Микола Олексійович, Хвольсон Орест Данилович; біологи — Мечников Ілля Ілліч, Павлов Іван Петрович, Серебровський Олександр Сергійович, Бехтерєв Володимир Михайлович, Філіпченко Юрій Олександрович; географи і геологи — Берг Лев Семенович, Вернадський Володимир Іванович, Ферсман Олександр Євгенович, Обручев Володимир Панасович, Семенов-Тянь-Шанський Петро Петрович та інші. Журнал знаходився під патронажем відомих вчених, що писали і перекладали для нього статті іноземних авторів, серед яких Ейнштейн, Сіттер, Планк.
Однак у перший рік існування журнал відчував серйозні фінансові труднощі. Коштів, зібраних на його видання, не вистачало, а його редакторам не вистачало комерційних здібностей. За підсумками 1913 року Вагнер залишив редакторський пост, хоча і продовжував співпрацювати з журналом. Журнал відтепер виходив під началом Писаржевського і Тарасевича Лева Олександровича, величезну роботи також робив брат Тарасевича, Олексій, який через нестачу коштів особисто займався практично всіма редакційними обов'язками: коректурою, координацією роботи редколегії, договорами з друкарнями, бухгалтерськими справами, листуванням редакції та іншим. Зрештою, саме він організував товариство «Людина і Всесвіт» для розширення діяльності «Природи», члени якого купували паї, які йшли на розвиток журналу. Одночасно почали видаватися книги під егідою «Природи»: за п'ять років вийшло понад 50 книг. Таким чином фінансова ситуація значно покращилася.
Поступово Писаржевський теж відійшов від справ журналу, його змінили генетик Кольцов Микола Костянтинович і геохімік Ферсман Олександр Євгенович. Журнал став брати на себе посередницькі функції: зв'язок між науковими товариствами, проведення циклів лекцій, збір статистичних даних.
Свого піку журнал досяг 1917 року. Революційні події позначилися на ньому не кращим чином, як і смерть О. О. Тарасевича. У 1919—1920 роках вийшло всього кілька тонких номерів, надрукованих на поганому папері. 1920 року журнал не виходив взагалі.
1921 року вдалося відновити випуск журналу. Відтепер він видавався у Петрограді як видання Комісії з вивчення природних продуктивних сил Росії, яка входила до складу Академії наук і на роботу якої радянським урядом завжди виділялися значні кошти. Комісію очолював академік Вернадський Володимир Іванович, а науковим секретарем був Ферсман Олександр Євгенович, зусиллями якого журнал спочатку знайшов нове життя, а надалі став офіційним виданням Академії наук. На титульному аркуші 1921 року зазначалося, що це спарені номери за поточний і минулий рік.
Із журналом співпрацювали найбільш відомі тогочасні вчені країни, друкувалися й статті іноземних авторів: 1927 року були опубліковані статті Ейнштейна і Планка, а 1931 року стаття де Сіттера, «Всесвіт, що розсувається».
1931 року журнал зазнав ряд змін. Головним редактором став геолог і палеонтолог, академік Борисяк Олексій Олексійович, змінився і дизайн. З 1936 року головою редакційної колегії став Вавилов Сергій Іванович, а відповідальним редактором Савич Всеволод Павлович. 1939 року до складу редколегії увійшов Лисенко Трохим Денисович, який, однак, не ужився в колективі. Журнал уникнув ідей «лисенківщини», залишаючись відданим наукової істини, багато в чому це заслуга Вавилова. Однак уникати ідеологічних ідей і статей повною мірою не вдавалося.
Під час Другої світової війни журнал видавався в Ленінграді під час блокади, пізніше в евакуації в Казані. Журнал був одним з небагатьох, що друкувались у воєнні роки без перерв, за що Савич був удостоєний подяки з боку Президії АН СРСР.
1952 року, після смерті Вавилова на журнал чекали нові випробування. Видання переводиться до Москви, редактором був призначений академік Шмідт Отто Юлійович. Змінився формат, обкладинка, папір, однак колектив авторів залишився значною мірою незмінним. Засновником видання стала Президія Російської академії наук.
1957 року редакцію журналу очолив учень Ферсмана геолог Щербаков Дмитро Іванович, а ще через десять років — лауреат Нобелівської премії Басов Микола Геннадійович. Відповідальним секретарем став журналіст В. М. Полинін, до цього написав кілька популярних книг про генетику, але відтепер всі сили і час віддававший виданню «Природи». При Полиніні «Природа» відчула справжній підйом, тираж досягав 85 тисяч примірників, статті почали супроводжуватися фотографіями авторів, з'явилася рубрика «Нобелівська премія», з'явилася традиція біографічних випусків: так один з номерів 1987 року був повністю присвячений Вавилову Миколі Івановичу.
1990 року головним редакторів став академік Фаддєєв Людвиг Федорович, а 1993 року редакцію очолив Андреєв.
100 років журнал виходив безперервно, з редакцією співпрацювали всі найбільші представники російської та радянської науки. Значна частка ілюстрацій для фундаментальних вишівських підручників та енциклопедій з природничих наук взята з матеріалів, опублікованих у «Природі». У період з 1912 по 2004 рік видання співпрацювало з журналом «Nature». Відомості про головні публікації в «Nature» з'являлися в «Природі», а з 1987 році почався обмін матеріалами для публікацій.
До 100-річного ювілею журналу був випущений повний цифровий архів журналу «Природа» з 1912 по 2011 рік, який поширювався на DVD-диску як додаток до спецвипуску журналу — першого номера за 2012 рік.
Журнал «Природа» — єдине науково-популярне видання, яке включене до списку Вищої атестаційної комісії Російської Федерації.

### Редактори журналу
До 70-річчя журналу був опублікований список перших редакторів журналу з їх портретами:
1. 1912—1912 — Вагнер Володимир Олександрович;
2. 1912—1913 — Писаржевський Лев Володимирович;
3. 1913—1927 — Тарасевич Лев Олександрович;
4. 1914—1927 — Кольцов Микола Костянтинович;
5. 1917—1930 — Ферсман Олександр Євгенович;
6. 1931—1935 — Борисяк Олексій Олексійович;
7. 1936—1951 — Вавилов Сергій Іванович;
8. 1936—1951 — Савич Всеволод Павлович;
9. 1952—1956 — Шмідт Отто Юлійович;
10. 1957—1966 — Щербаков Дмитро Іванович.

## Редакція
Склад редакції, станом на 2010 рік.
Головний редактор
- Андреєв Олександр Федорович.

Перший заступник головного редактора
- А. В. Бялко.

Заступники головного редактора
- фізика — А. А. Комар;
- біологія — Малахов Володимир Васильович;
- науки про землю — А. А. Ярошевський.

Члени редакційної колегії
- біоокеанологія — Виноградов Михайло Євгенович;
- біоорганічна хімія — Іванов Вадим Тихонович;
- біохімія — Скулачев Володимир Петрович;
- геологія — Лаверов Микола Павлович;
- генетика — В. І. Іванов;
- ґрунтознавство — Добровольський Глеб Всеволодович;
- математика — Фаддєєв Людвіг Дмитрійович;
- медицина — А. В. Воробйов;
- мікробіологія — Заварзін Георгій Олександрович;
- фізика — Герштейн Семен Соломонович;
- фізика атмосфери — Голіцин Георгій Сергійович;
- фізіологія — Л. В. Розенштраух;
- ядерна фізика — Румянцев.